# Richard Rhodes

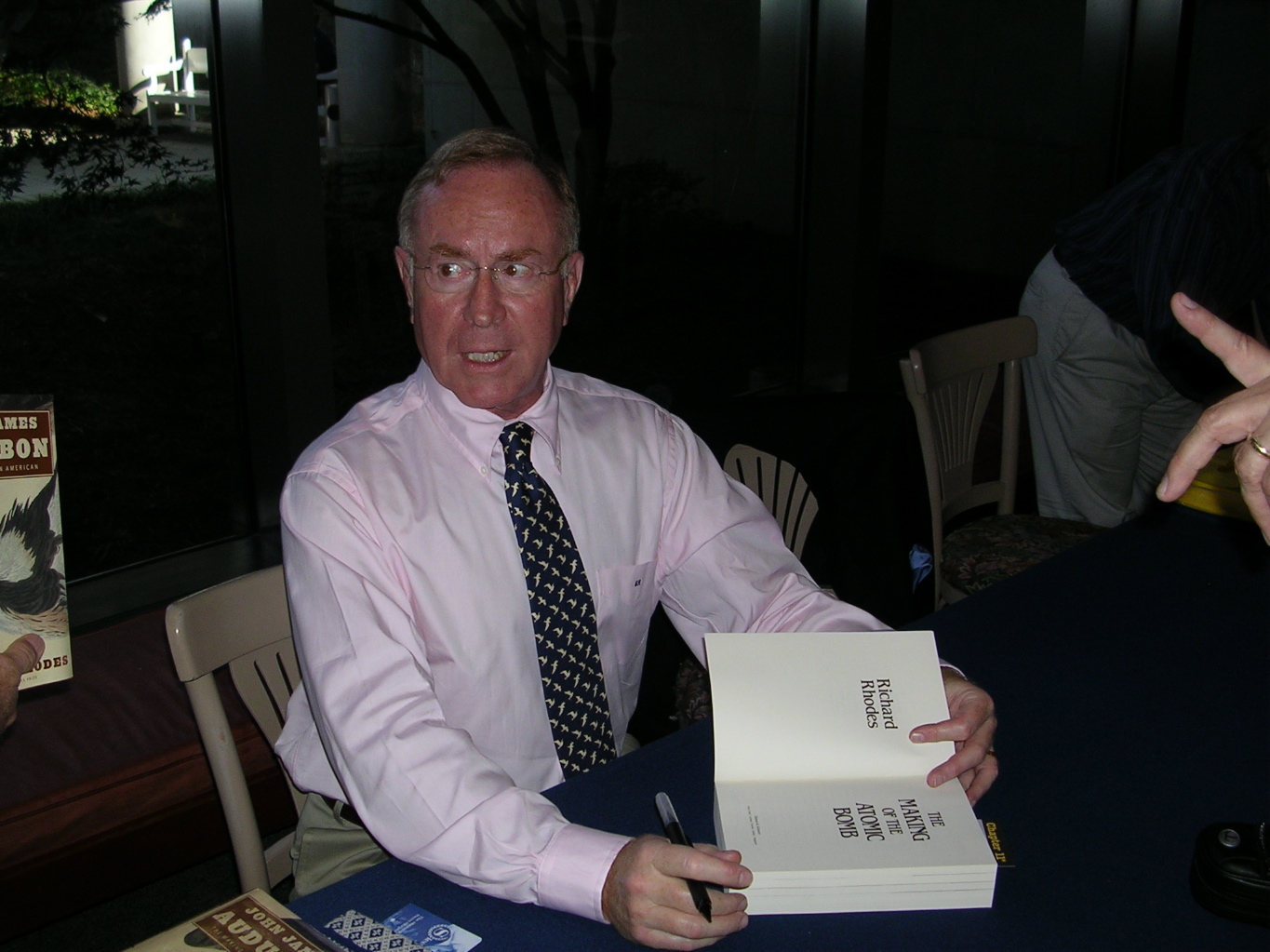
Rhodes em 2004

Richard Lee Rhodes (nascido em 4 de julho de 1937) é um historiador, jornalista e autor de ficção e não ficção estadunidense, incluindo do livro vencedor do Prêmio Pulitzer, The Making of the Atomic Bomb (A Criação da Bomba Atômica) em 1986 e, mais recentemente, Energy: A Human History (Energia: Uma História Humana) em 2018.
Rhodes recebeu bolsas da Fundação Ford, da Fundação Guggenheim, da Fundação MacArthur e da Fundação Alfred P. Sloan, entre outras. Rhodes é afiliado do Centro para Segurança e Cooperação Internacional da Universidade de Stanford. Ele também frequentemente dá palestras sobre uma ampla gama de assuntos, incluindo testemunhos ao Senado dos EUA sobre energia nuclear.

## Biografia
Richard Rhodes nasceu em Kansas City, Kansas, em 1937. Após o suicídio de sua mãe em 1938, Rhodes e seu irmão mais velho Stanley foram criados na área de Kansas City, Missouri, por seu pai, um caldeireiro ferroviário com pouca educação. Quando Rhodes tinha dez anos, seu pai se casou novamente. A nova esposa explorou e abusou das crianças. Um dia, Stanley entrou em uma delegacia de polícia e relatou suas condições de vida.
Os irmãos foram retirados da custódia do pai e enviados para o Instituto Andrew Drumm, uma instituição para meninos fundada em 1928 em Independence, Missouri. A admissão dos irmãos foi uma espécie de anomalia, pois a instituição foi projetada para meninos órfãos ou indigentes e eles não se enquadravam em nenhuma das categorias. O Instituto Drumm ainda funciona hoje e agora aceita meninos e meninas. Rhodes tornou-se membro do conselho de curadores em 1991. Rhodes escreveu sobre sua infância em A Hole in the World.
Rhodes foi admitido na Universidade de Yale com bolsa integral e graduou-se com louvor em 1959.
Rhodes publicou 23 livros e vários artigos para revistas nacionais. Seu trabalho mais conhecido, The Making of the Atomic Bomb, foi publicado em 1986 e lhe rendeu o Prêmio Pulitzer  e vários outros prêmios. 

## História nuclear
Rhodes ganhou destaque nacional com seu livro de 1986, The Making of the Atomic Bomb, uma narrativa da história das pessoas e eventos durante a Segunda Guerra Mundial desde as descobertas que levaram à ciência da fissão nuclear na década de 1930, até o Projeto Manhattan e os bombardeios atômicos de Hiroshima e Nagasaki. Entre suas muitas homenagens, o livro de 900 páginas ganhou o Prêmio Pulitzer de Não-Ficção Geral, o Prêmio Nacional do Livro para Não-Ficção, e um Prêmio do National Book Critics Circle Award, e vendeu centenas de milhares de cópias em Inglês, além de ter sido traduzido para uma dúzia ou mais de outras línguas.
Elogiado por historiadores assim como ex-engenheiros de armas de Los Alamos e cientistas, o livro é considerado uma autoridade geral na história das armas nucleares, bem como no desenvolvimento da física moderna em geral, durante a primeira metade do século XX. De acordo com uma citação na primeira página do livro, o Prêmio Nobel Isidor Rabi, um dos principais participantes do alvorecer da era atômica, disse sobre o livro: “Um épico digno de Milton. Em nenhum outro lugar eu vi toda a história contada com tanta elegância e gosto e com detalhes tão reveladores e linguagem simples que leva o leitor através de maravilhosas e profundas descobertas científicas e sua aplicação." Em 2012, o livro foi relançado como uma edição do 25º aniversário com um novo prefácio de Rhodes.
Em 1993, Rhodes publicou Nuclear Renewal: Common Sense about Energy detalhando a história da indústria de energia nuclear nos Estados Unidos e as promessas futuras da energia nuclear.
Em 2007, Rhodes publicou Arsenals of Folly: The Making of the Nuclear Arms Race, uma crônica da corrida armamentista durante a Guerra Fria, com foco especial em Mikhail Gorbachev e o governo de Ronald Reagan.
The twilight of Bombs (O Crepúsculo das Bombas), o quarto e último volume de sua série sobre história nuclear, foi publicado em 2010. O livro documenta, entre outros tópicos, a história mundial pós-Guerra Fria, a proliferação nuclear e o terrorismo nuclear.